# Stiftsgården

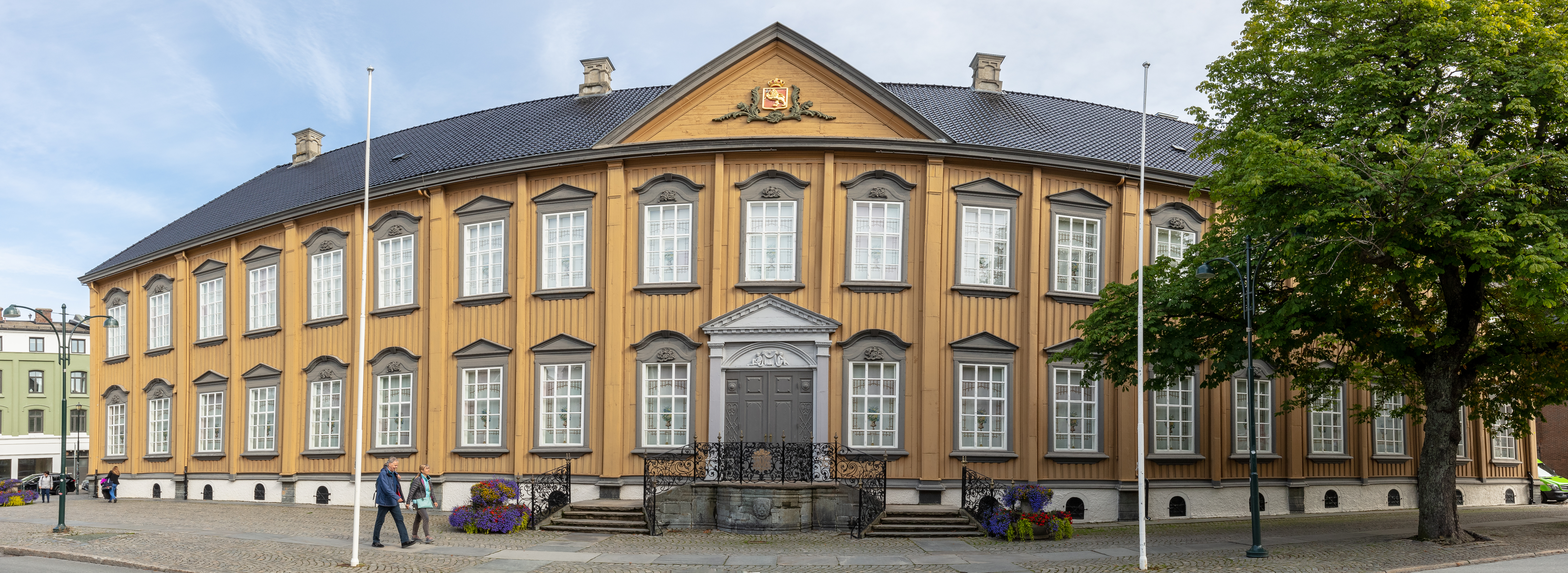
Stiftsgården, fachada principal.

Jardín y vista posterior.

Stiftsgården es un gran palacio de madera en el centro de Trondheim, Noruega, y la residencia oficial del rey en la ciudad. Es uno de los mayores edificios de madera en Europa del norte. Su nombre, que significa "casa de la diócesis", se debe a que el palacio sirvió de sede del representante real y del tribunal de justicia local en la diócesis de Trondheim durante el siglo XIX.
Es un edificio barroco, con algunos elementos de rococó y neoclásico. Su construcción data de 1774.

## Historia

### Fundación

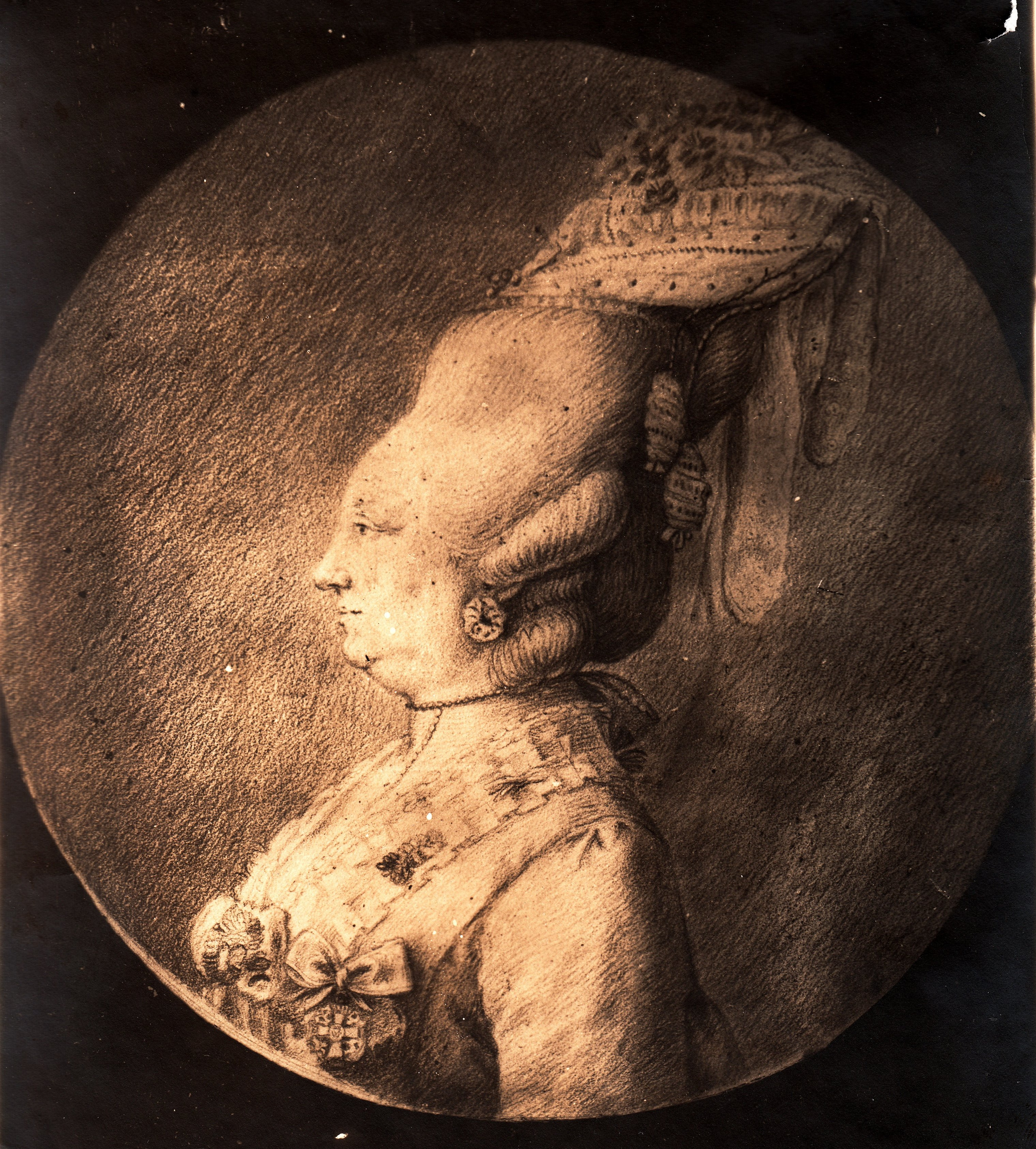
Cecilie Christine von Schøller (1720-1786).

El Stiftsgården fue construido entre 1774 y 1778 por órdenes de la viuda Cecilie Christine von Schøller, quien era hija del general comandante en la región de Nordenfjells –centro y norte de Noruega– Johan Friedrich Frølich y Hilleborg von Wettberg, quien tenía parentesco con la alta nobleza danesa.
Cecilie Christine se casó en 1742 con el consejero de Estado y chambelán Stie Tønsberg Schøller, quien anteriormente había estado casado con una hermana del rico empresario y filántropo Thomas Angell. Al quedar viuda en 1769, Cecilie Christine heredó una gran fortuna de su marido –que incluía una parte de la fortuna de la familia Angell– y dos años después, al fallecer su madre, heredó además de una cuantiosa suma la propiedad familiar en la calle Munkegata. Pocos años después Cecilie Christine compró varios solares adyacentes para abrir espacio para su ambicioso proyecto. En 1777, el palacio tuvo el más grande impuesto contra incendios, 7 500 riksdaler.
La viuda no disfrutó mucho de su palacio. Entre 1779 y 1781 estuvo en Copenhague para mantenerse en contacto con la corte. En 1783 realizaría su última visita a la capital dano-noruega, donde fallecería en 1786. Todos sus bienes quedaron en manos de su nieto Stie Tønsberg Schøller von Krogh.

### El Stiftsgården se vende al Estado
El general Georg Frederik von Krogh, yerno de Cecilie y quien también era viudo, residía en el palacio durante las ausencias de aquella y también después de su muerte. El heredero Stie Tønsberg Schøller von Krogh residía en Copenhague y en 1800 vendió el palacio al Estado por 10 000 riksdaler. El palacio comenzó a utilizarse como residencia del gobernador de la diócesis de Trondheim (entonces uno de los cuatro distritos tanto eclesiásticos como estatales en que se dividía Noruega), de donde le vino su nombre actual: Stiftsgården ("casa de la diócesis"), y como palacio real. Cuando el rey residía en el palacio, el gobernador tenía que vivir en otro lado. El Banco de Noruega utilizó el sótano como bóveda durante un período del siglo XIX, ya que el Estado no contaba con instalaciones propias en Trondheim que sirvieran para ese propósito.

### Palacio real

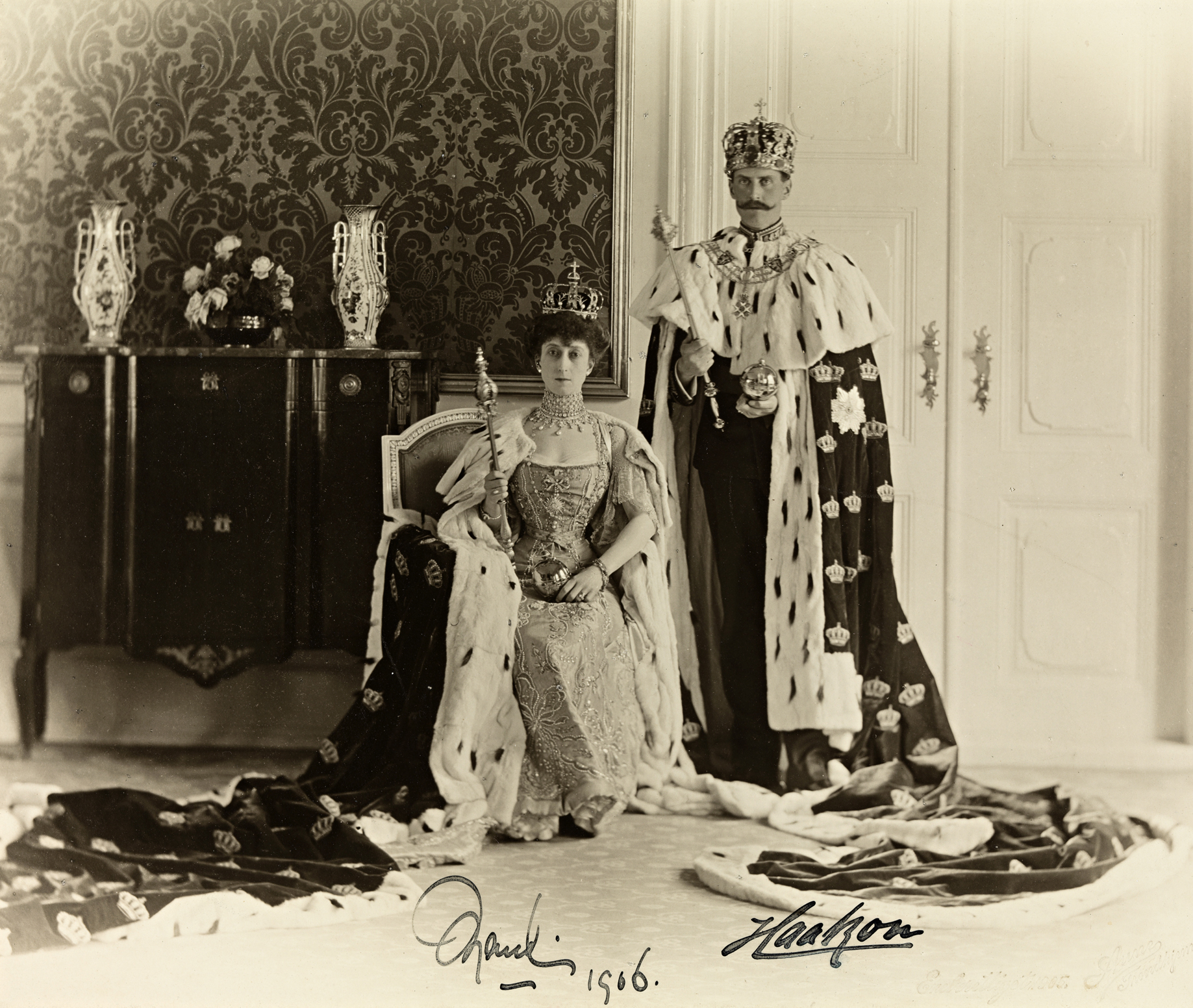
Fotografía oficial del rey Haakon VII y la reina Maud, tomada en el Stiftsgården tras su coronación en la catedral de Nidaros el 22 de junio de 1906.

Cuando el rey Carlos Juan fue coronado en Trondheim en 1818, el Stiftsgården fue utilizado por primera vez como residencia real. Los últimos monarcas de la dinastía Bernadotte, Carlos IV y Óscar II, también lo utilizaron con motivo de sus coronaciones en 1860 y 1873, respectivamente. Óscar I nunca fue coronado porque el obispo de Trondheim se negó a coronar a su esposa, Josefina de Leuchtenberg, quien era católica.
Con relación a la última coronación en Noruega, la de Haakon VII en 1906, el Stiftsgården fue designado oficialmente como la residencia del rey en Trondheim. Se utilizó con motivo del acto religioso por el inicio de los reinados de Olaf V en 1958 y de Harald V en 1991. También se utilizó para la celebración de la boda de la princesa Marta Luisa en 2002.